# Voie de la 2e DB
La voie de la 2e DB est le parcours suivi par la 2e division blindée du général Leclerc lors de la Libération de la France, depuis son débarquement en Normandie le 1er août 1944 à Saint-Martin-de-Varreville (Utah Beach), en passant par la libération de Paris le 25 août 1944, jusqu’aux combats en Alsace, dont la libération de Strasbourg le 23 novembre 1944. Elle est matérialisée par des bornes routières.

## Historique

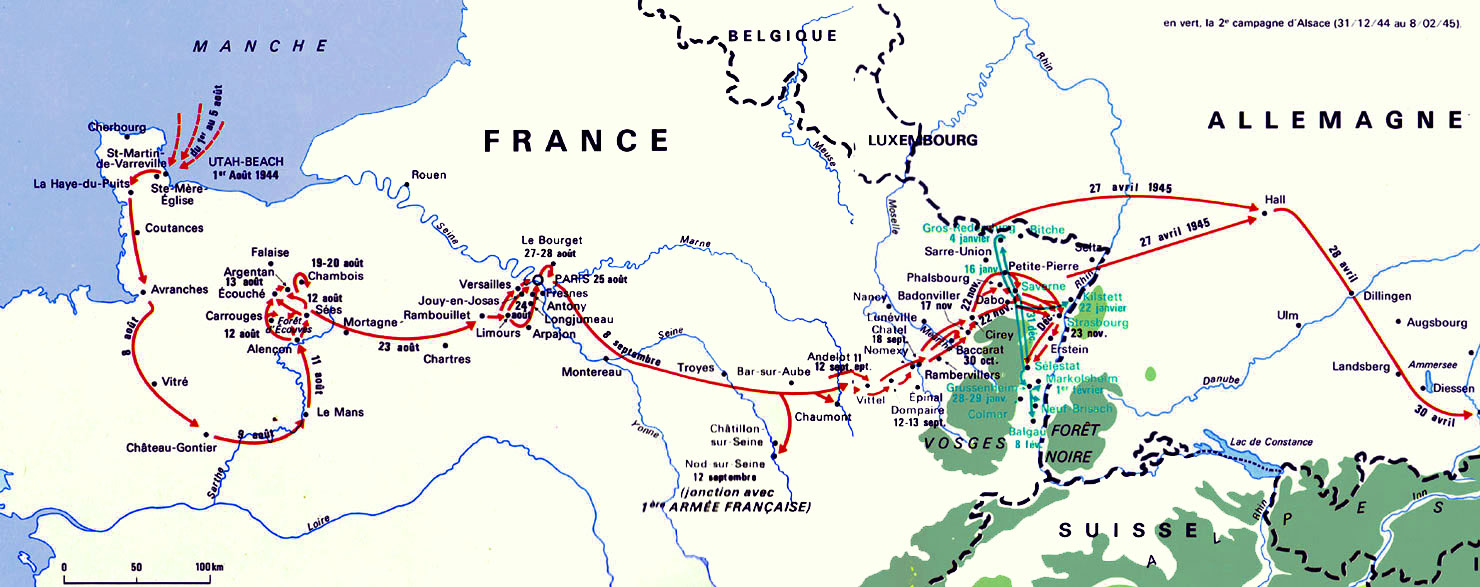
Parcours de la 2e DB

La première borne est installée en 2004 auprès du mémorial déjà existant sur la plage d'Utah, bientôt suivie d'une autre à Andelot (Haute-Marne) en 2006. La voie de la 2e DB était née. L'itinéraire est officiellement inauguré le 21 septembre 2014.
À la fin 2022, 132 communes possèdent une borne. Tout au long de cette voie, et dans chacune des villes et villages de France libérés par cette prestigieuse unité, une borne du Serment de Koufra peut commémorer l’accomplissement du serment prononcé le 2 mars 1941 à l’oasis de Koufra en Libye.
L'installation des bornes est gérée par la Fondation Maréchal Leclerc de Hauteclocque, à laquelle les communes doivent s'adresser.

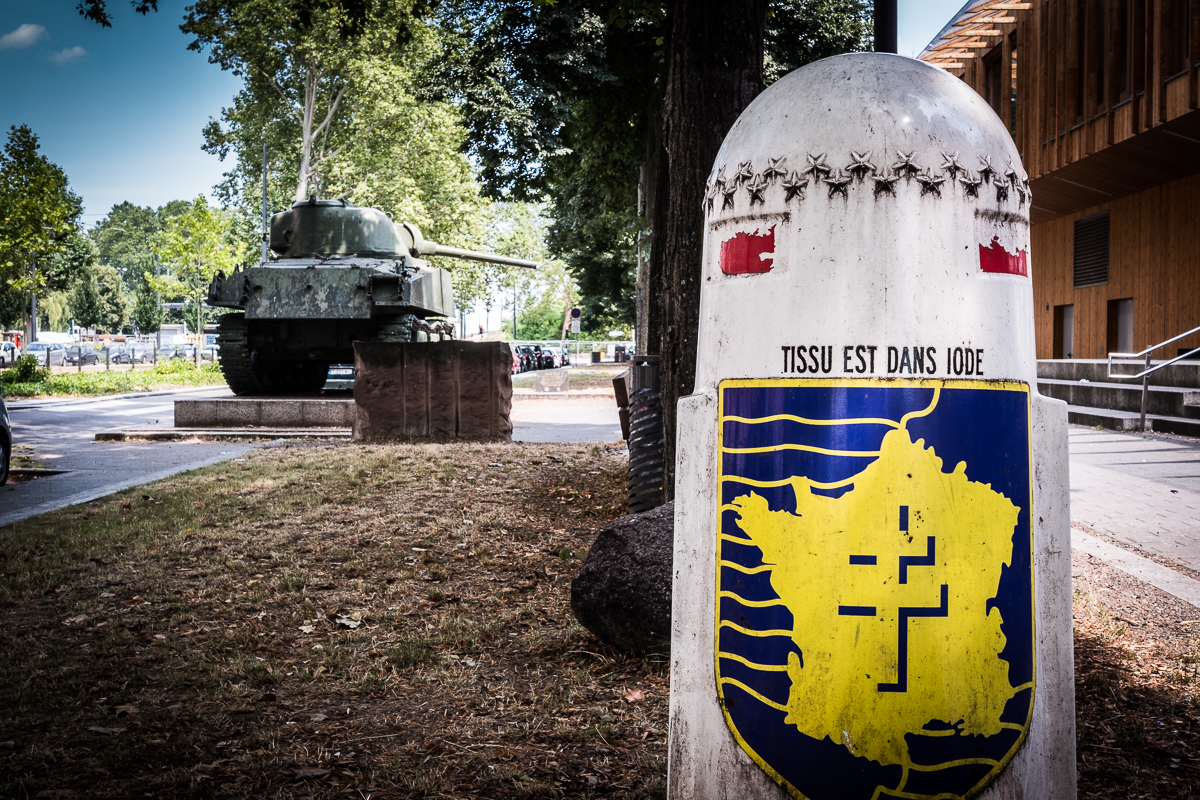
Borne terminale Tissu est dans iode et le char d'Albert Zimmer au Port du Rhin à Strasbourg.

## Description des bornes
Hautes de 1,20 m, les bornes sont en résine blanche et reprennent le symbolisme de celles de la voie de la Liberté. La face est marquée d'un flambeau rouge de la liberté, de l'insigne bleu et blanc " A " de la troisième armée américaine et des mots " Voie de la / 2ème D.B. / 1944-1945 ". La face arrière est marquée de l'emblème de la 2e division blindée : une carte de France bleue et jaune superposée à la croix de Lorraine. Entre les emblèmes principaux se trouvent deux panneaux plats : l'un indique le nom de la localité et la distance sur l'itinéraire depuis Saint-Martin-de-Varreville, l'autre porte la mention " Borne du serment de Koufra " . Le sommet de la borne est bombé, et en dessous, la circonférence est marquée des 48 étoiles du drapeau des États-Unis de 1912-1959.
Aux abords de la borne, un panneaux explicatif générique commun à toute la voie présente la campagne de la 2e DB. Un second panneau, spécifique au lieu, précise ce qui s'est passé localement.
En l'absence de panneaux, les bornes les plus récentes disposent d'un code QR pointant vers une page du site Voie de la 2e DB qui présente les informations historiques du lieu.

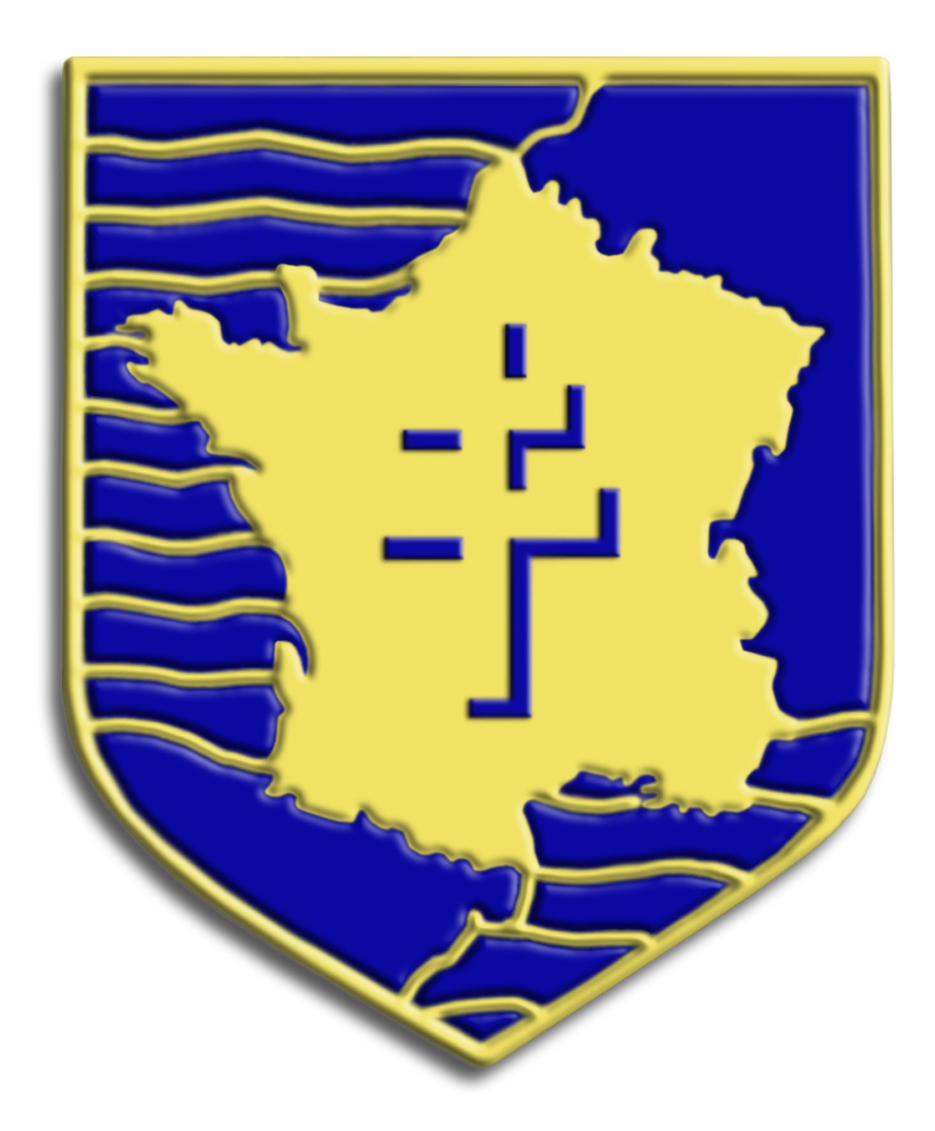
Insigne de la 2e DB.
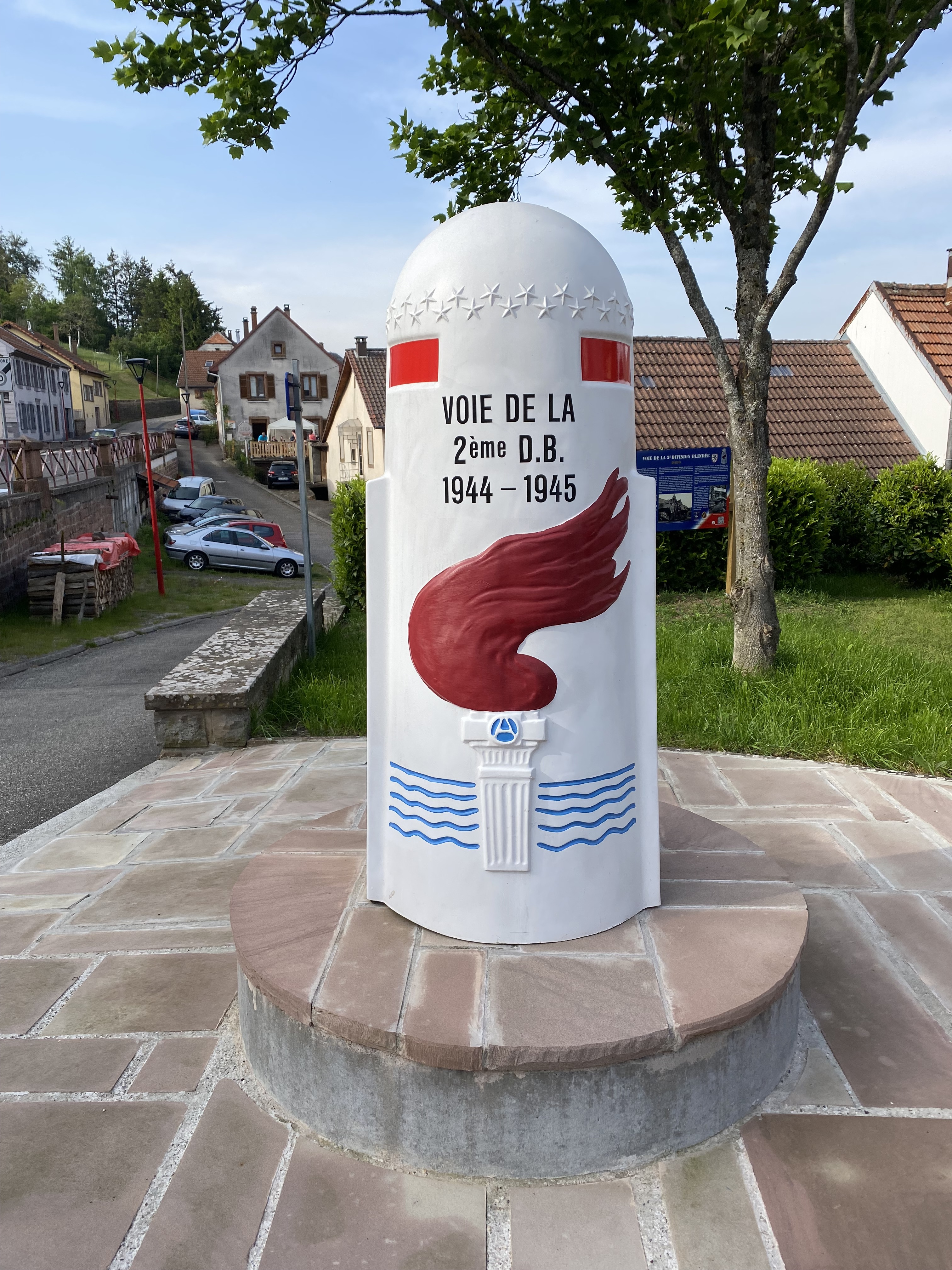
Face avant de la borne de Dabo (Km 1052).
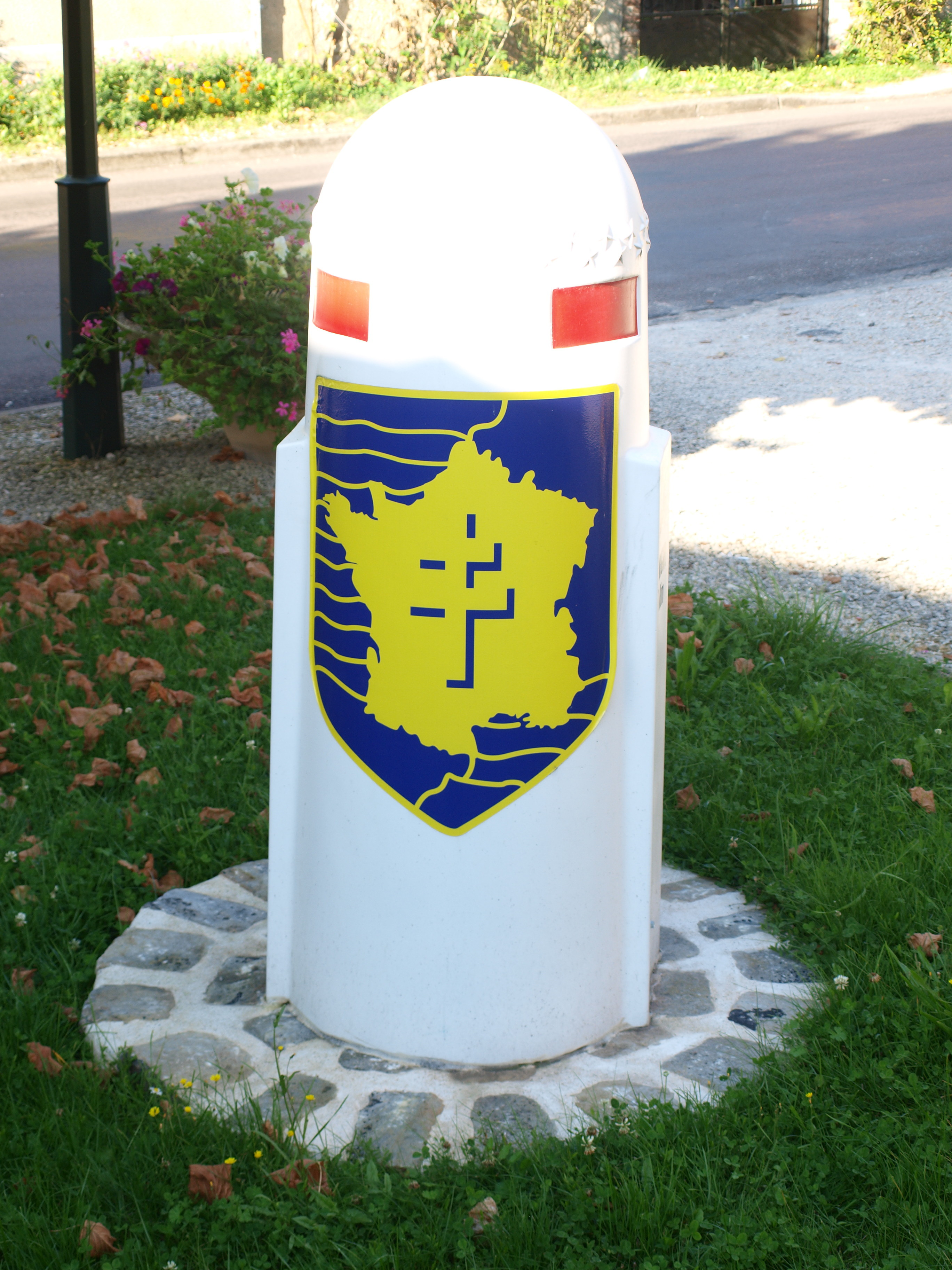
Face arrière de la borne de Fleurigny (Km 686).
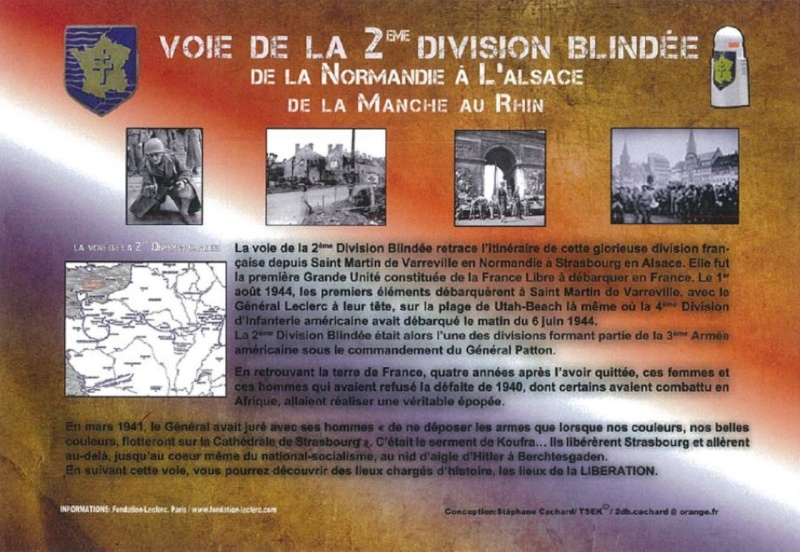
Panneau explicatif (1re version).

## Liste des bornes
De Saint-Martin-de-Varreville à Strasbourg, la fondation Leclerc a identifié quelque 283 communes qui ont été traversées ou libérées par la division en France et qui sont donc éligibles à une borne. Une exception aux règles habituelles a été autorisée. La fondation a approuvé la demande de Grugé-l'Hôpital dans le Maine-et-Loire, dans l'ouest de la France.
Cette borne marque l'endroit d'où Leclerc a commencé à s'échapper de la France occupée en 1940.